# 사이토 도시미쓰

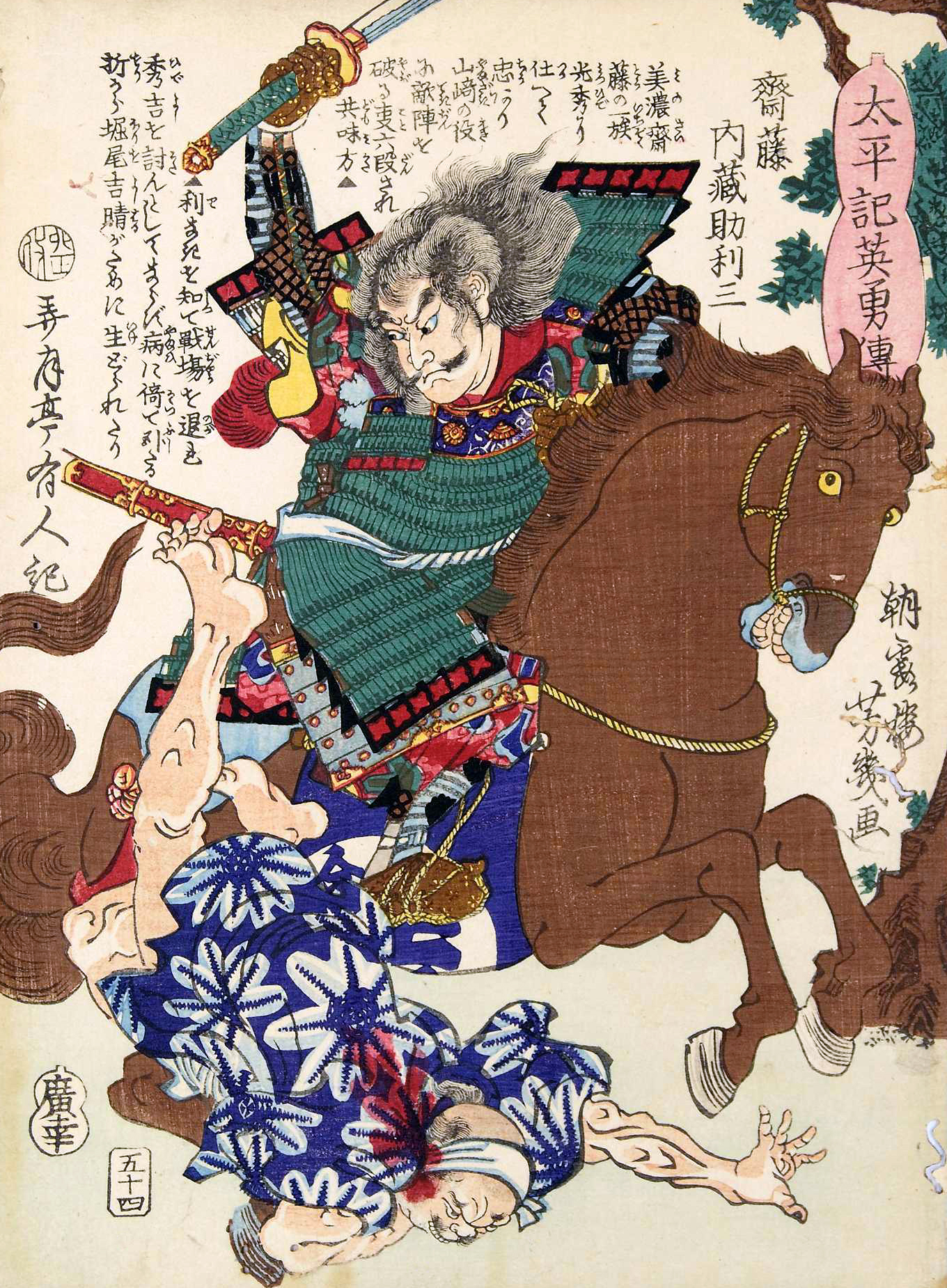
'다이헤이키 에이유덴 54: 사이토 구라노스케 도시조'(오치아이 카오루 이쿠사쿠)

사이토 도시미쓰(일본어: 斎藤利三 さいとう としみつ[*], 덴분 3년(1534년) ~ 덴쇼 10년 음력 6월 17일(1582년 7월 6일))는 센고쿠 시대부터 아즈치모모야마 시대의 무장이다. 통칭은 사이토 구라노스케로 오다 노부나가의 가신 아케치 미쓰히데의 가로로 유명하다.

## 출생
혈통적으로 사이토 도산과는 다른 계보로, 본래의 미노 사이토씨(美濃斎藤氏) 일족. 다만 가계에는 여러 설이 있어 확실치 않다.
아버지는 사이토 이즈마모루(齋藤伊豆守, 휘는 이현(利賢), 분고 모리타다토모(豊後守忠友), 어머니는 나이카와 오야준(內川親順, 무로마치 막부의 중신 나이카와씨)의 딸이다.
친순의 손자인 니나가와 지카나가의 아내는 이삼의 자매로 족보상의 착오일 가능성이 있다.도쿠가와 미키에는 사이토 도시조는 아케치 미쓰히데의 여동생의 아들이라고 적혀 있지만 후세에 편찬된 것으로 근거는 불분명하다. 사이토 도시미쓰와 아케치 미쓰히데의 나이 차를 감안하면 동생이 아니라 언니라는 설도 있다. 사료로서 미쓰히데의 여동생으로 기록되어 있는 것은 미쓰히데의 정실(쓰마키씨)의 자매이다. 그의 어머니는 이시타니 미쓰마사(石谷光政)로 재수해 딸(나가무네가베 전 친정실)을 두었다.
전실은 사이토 도산의 딸이었다고 하지만 사료적 뒷받침은 없다. 후실은 이나바 요시미치의 딸이다. 사이토 도시무네, 사이토 미쓰존, 거기에 막내딸 후쿠(카스가노쿠니) 등을 낳았다. 후쿠는 이나바 시게미치(一葉重通, 일철의 아들)의 양녀가 되어 에도 막부 제3대 쇼군 도쿠가와 이에미쓰의 유모이다. 자녀로는 4남1녀를 두었다.
미노 사이토씨의 일족으로 아버지는 사이토 도시카타이고, 어머니는 니나가와 치카준의 딸이다. 어머니가 아케치 미쓰히데의 여동생 또는 조카라는 설이 있지만, 미쓰히데는 1528년생이고 도시미쓰는 1534년생이라 연령차를 생각하면 있을 수 없는 이야기가 된다. 그의 어머니는 이시가이 미쓰마사와 재혼하고, 딸(조소카베 모토치카의 부인)을 얻는다.

## 생애
1534년 사이토 도시카타의 차남으로 태어났다.
처음 사이토 요시타쓰를 다음으로는 이나바 요시미치를 모셨다. 그러나, 1580년 이나바 요시미치와 다툰후 결별하고, 친척인 아케치 미쓰히데를 모시게 되었다고 전해진다. 아케치 미쓰히데에 중용되고, 아케치 히데미쓰와 나란히 아케치가 필두가노로 활약한다.
1582년 아케치 미쓰히데가 오다 노부나가에 대해 혼노지의 변을 계획하고, 그것을 아케치 히데미쓰와 사이토 도시미쓰에게만 알렸다. 히데미쓰는 찬성했지만, 도시미쓰는 모반에 반대했다고 전해진다. 그러나 주군의 명령을 거역할 수 없어 결국 혼노지의 변에 주모자로 참가하게 된다.
그러나, 오다 노부나가를 죽인 후, 주고쿠로부터 돌아온 하시바 히데요시(羽柴秀吉)와 야마자키에서 격돌하고 야마자키 전투에서 선봉으로 활약하지만, 패주한다. 그 후, 히데요시의 집요한 추적 끝에 오미(현 시가현 오쓰시) 가타타에서 포박되어, 교토 로쿠조가와라에서 참수되었다. 향년 49세. 책형에 처해 졌다고도 전해진다. 또한, 머리 혹은 몸은 아케치 미쓰히데와 함께 혼노지에 효수되었다고 전해진다.

## 인물, 일화
- 아케치 미쓰히데를 섬긴 겨우 2년 정도지만, 연수와 관계없이 미쓰히데의 고참 가신보다도 더 중용되었다. 그것은 단순히 친척 관계뿐만아니라, 사이토 도시미쓰가 무장으로써 역량이 뛰어났다는 것이다.
- 현재 역사소설 등에서는 아케치 미쓰히데의 충신으로 그려지고, 혼노지의 변에서도 적극적으로 찬의를 표한 일이 많지만, 실제는 반대했다고 전해진다. 이유는 아케치 미쓰히데가 후세에 불충불의한 신하로써 남게되고, 주군을 모반함으로써 다른 여러 다이묘가 그 방법을 지지하지 않기 때문이다.
- 이나바씨를 떠나 아케치씨로 왔을때, 이나바 요시미치는 오다 노부나가에게 사이토 도시미쓰의 귀참을 요구한다. 이에 노부나가도 도시미쓰에게 이나바씨로의 귀참을 재촉한다. 그러나 아케치 미쓰히데는 다른 사람에게 구애를 받을 만큼 좋은 신하를 두지 않는다면 주군 밑에서 큰 공을 세우지 못합니다.라며 거절했다고 한다.